# کچام (آیداهو)
کچام (به انگلیسی: Ketchum) شهری در شهرستان بلین ایالت آیداهو است که جمعیت آن در سرشماری سال ۲۰۱۰ میلادی ۲٬۶۸۹ نفر بوده است. ارنست همینگوی در دههٔ ۱۹۵۰ در این شهر زندگی می‌کرد و همان‌جا هم بود که خودکشی کرد. مزار او در گورستان کچام قرار دارد.